# Big Bud 747

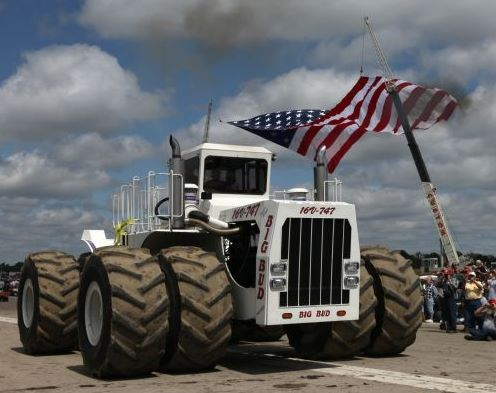

Big Bud 747 este numele unui tractor construit în anul 1977, care deține recordul de a fi cel mai mare tractor din lume destinat activităților agricole.